# IC 1266
IC 1266 је планетарна маглина у сазвјежђу Олтар која се налази на листи објеката дубоког неба у Индекс каталогу.
Деклинација објекта је - 46° 5' 19" а ректасцензија 17h 45m 35,5s. IC 1266 је још познат и под ознакама PK 345-8.1, ESO 279-PN7, CS=11.1.